# Iveco Metro
Iveco Metro — городской автобус большой вместимости производства Iveco, предназначенный для эксплуатации в странах с левосторонним движением.

## История
Автобус Iveco Metro производится с 2005 года, причём в 2005—2013 годах автобус производился параллельно с Irisbus Agora и Irisbus Citelis. В отличие от них, автобус производится на итальянском шасси Iveco. Первоначально данный автобус производился на заводе Irisbus, после ликвидации Irisbus автобус был передан на завод Iveco Bus в Данденонг.

## Особенности
Автобус Iveco Metro оснащён дизельным двигателем внутреннего сгорания Cummins ISLe производства Америки. Поскольку автобус позиционируется как городской, на него ставят автоматическую 6-ступенчаую трансмиссию Allison T375R.

## Эксплуатация
Автобус Iveco Metro эксплуатируется в странах с левосторонним движением, например, в Австралии, параллельно с автобусами немецкого и шведского производства.